# Civezza
Civezza (Çivessa in ligure) è un comune italiano di 640 abitanti della provincia di Imperia in Liguria.

## Geografia fisica
Il paese è situato sul crinale di un colle nell'entroterra della Riviera ligure di ponente, a ridosso di due vallate, lungo il versante orografico sinistro del torrente San Lorenzo. È distante dal centro urbano del capoluogo, Imperia, circa 11 km, pur confinando con il suo territorio comunale. Il comune è composto da un solo centro abitato e non vi sono frazioni. Dagli anni 2000 si è sviluppata notevolmente l'edilizia privata in tutto il territorio comunale e numerosissime abitazioni sono sorte nell'area circostante il paese, modificandone la natura, in precedenza prettamente agricola, e anche il paesaggio, diventato meno naturale.
La montagna è parte integrante della storia e delle tradizioni civezzine: a pochi chilometri in direzione nord dal paese, si erge il monte Faudo, la più alta vetta della zona, poco al di sopra dei 1 150 metri s.l.m. Nel territorio di Civezza vi è il monte Cinque Bourche (379 m).
Sul territorio comunale sono presenti alcuni piccoli torrenti, secchi durante i mesi più caldi, tra i quali il Lavarghetto.
È notevole la presenza di alberi d'olivo che circondano il paese e ricoprono le colline circostanti.

## Storia

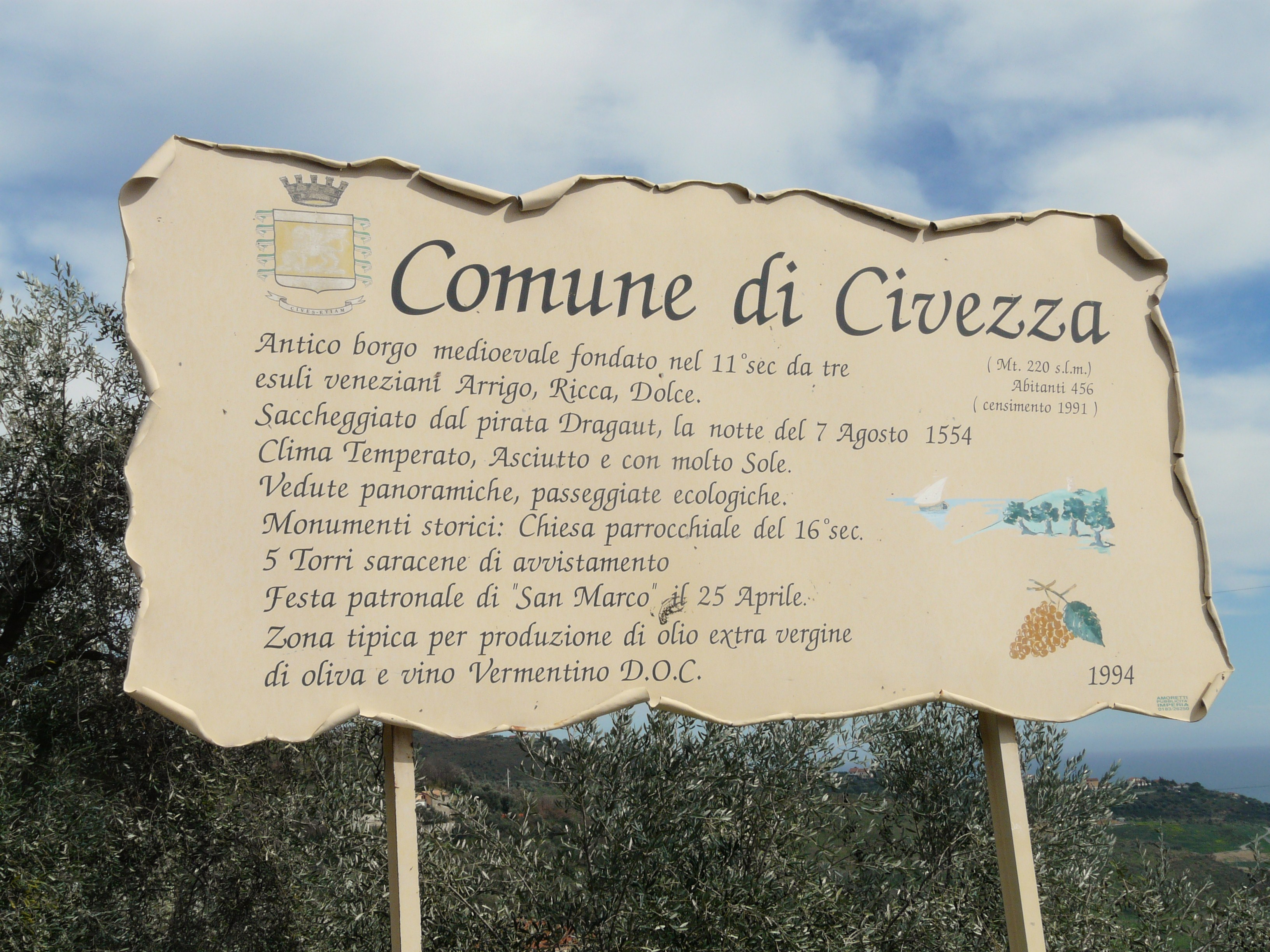
Cartellonistica locale

Secondo le fonti storiche la fondazione del primitivo nucleo di Civezza avvenne nella seconda metà del XII secolo ad opera della comunità di Porto Maurizio che, stando ad una diffusa tradizione locale e probabilmente veritiera, inviò a colonizzare queste terre tre famiglie dalle origini veneziane: i Ricca, i Dolca e gli Arrigo.
Assoggettato al terziere di Torrazza e legato sin dalle origini al territorio portorino, e quindi alla Repubblica di Genova, il borgo di Civezza subì nel 1564 l'assalto dell'ammiraglio turco Dragut  e di Uccialì che saccheggiò e incendiò il paese. Proprio per difendersi dagli attacchi dei turchi furono erette le famose cinque torri d'avvistamento, ancora oggi in parte conservate nella loro integralità. Una di esse, in piazza Venezia, è perfettamente conservata; altre due in via Dante sono meno visibili, ma altrettanto interessanti.
Alla caduta della repubblica genovese sul finire del 1797 il territorio di Civezza, ora separato da Porto Maurizio, fu compreso nel cantone di Dolcedo, poi in quello di Porto Maurizio nella giurisdizione degli Ulivi. Dal 1805, con il passaggio della Repubblica Ligure nel Primo Impero francese, rientrò nel IV cantone di Santo Stefano, nel circondario di Porto Maurizio, del Dipartimento di Montenotte. Fu annesso al Regno di Sardegna nel 1815 dopo il congresso di Vienna del 1814, a seguito della caduta di Napoleone Bonaparte. Facente parte del Regno d'Italia dal 1861, dal 1859 al 1926 il territorio fu compreso nel VI mandamento portorino del circondario di Porto Maurizio facente parte della provincia di Nizza (poi provincia di Porto Maurizio e, dal 1923, di Imperia).

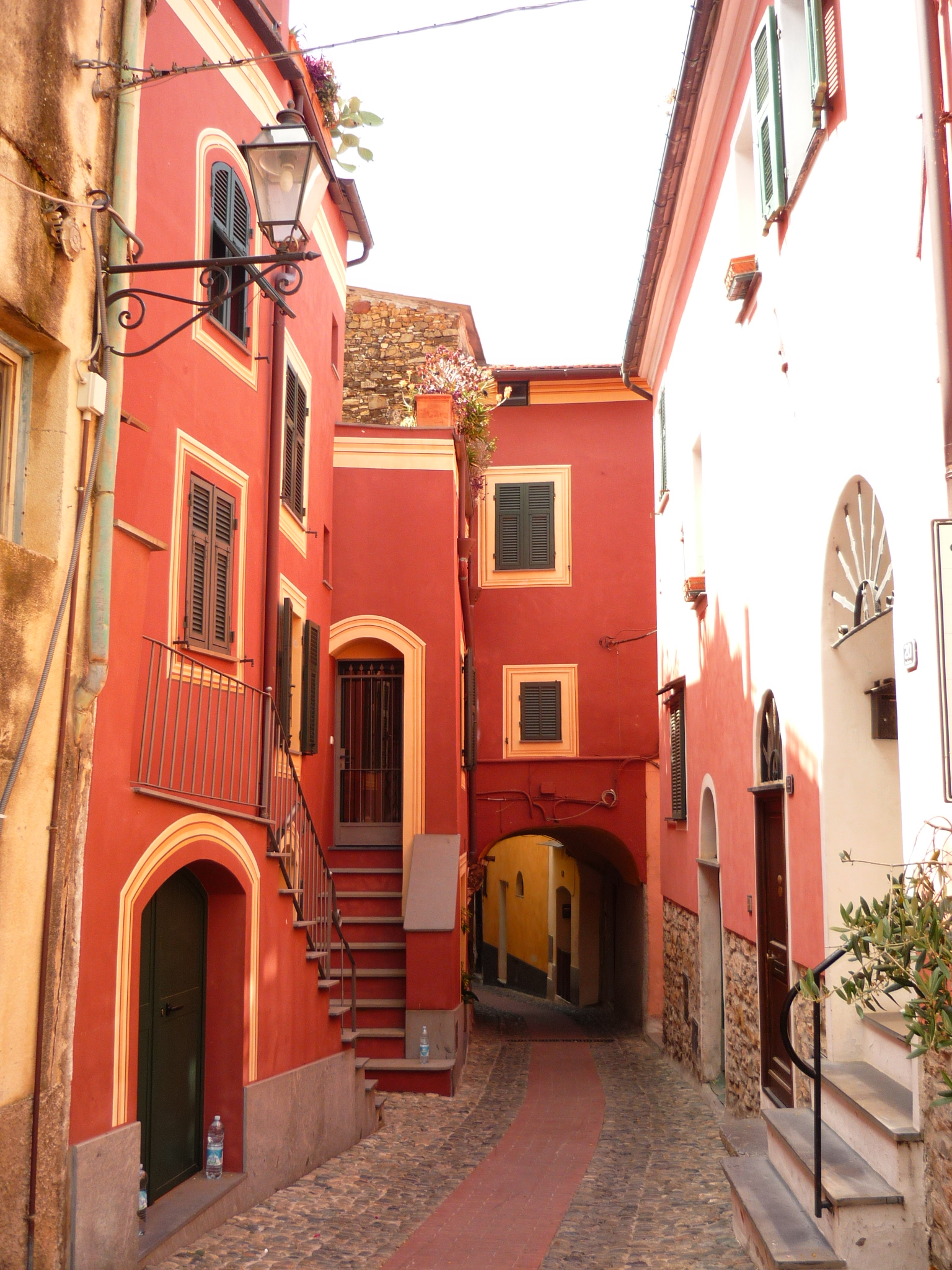
Scorcio del centro storico

Da segnalare nel periodo luglio-agosto 1849 il soggiorno di Aurelio Saffi, dopo l'epilogo della Repubblica Romana, ove dimorò fino all'arresto e al successivo esilio in Svizzera.
Moltissimi civezzini (çivessenghi in dialetto ligure) durante la prima guerra mondiale lasciarono il paese per il fronte e ai caduti per la patria è stato dedicato un monumento in piazza San Marco Evangelista, con tutti i loro nomi.
Nel 1928 per regio decreto il comune di Civezza venne soppresso e unito al territorio di San Lorenzo al Mare. Gli eventi bellici del 1943-1945 toccarono marginalmente il paese di Civezza, oggetto comunque di rastrellamenti e controlli da parte delle truppe tedesche. Non fu infatti il paese in sé, ma i suoi abitanti, ad essere le vittime di quel periodo. Molti furono i civezzini caduti in guerra in Albania, Grecia e Russia. Inoltre alcuni di essi vennero inviata nei campi di concentramento nazi-fascisti. Per la strada che porta al monte Faudo, situato al sopra del paese, si nascosero i partigiani ed è in quelle zone che si compì l'eroico sacrificio di Felice Cascione. Al termine della seconda guerra mondiale fu applicata un'aggiunta alla lapide del monumento ai caduti, per onorare i morti e i dispersi tra il 1940 e il 1945.
Nel 1946 il comune acquisì una propria autonomia amministrativa da San Lorenzo al Mare.
Negli anni successivi alla guerra, il paese ha vissuto un lungo periodo di spopolamento, approssimativamente dal 1946 al 1990, dovuto al fatto che molti abitanti andarono a vivere fuori per motivi di lavoro e comodità.
Ultimamente invece, il paese sta vivendo un periodo di ripopolamento.
Dal 2015 al 2024 ha fatto parte dell'Unione dei comuni della Valle del San Lorenzo.

### Simboli
Stemma
Gonfalone

Lo stemma e il gonfalone sono stati concessi con decreto del presidente della Repubblica del 7 marzo 2005.

## Monumenti e luoghi d'interesse

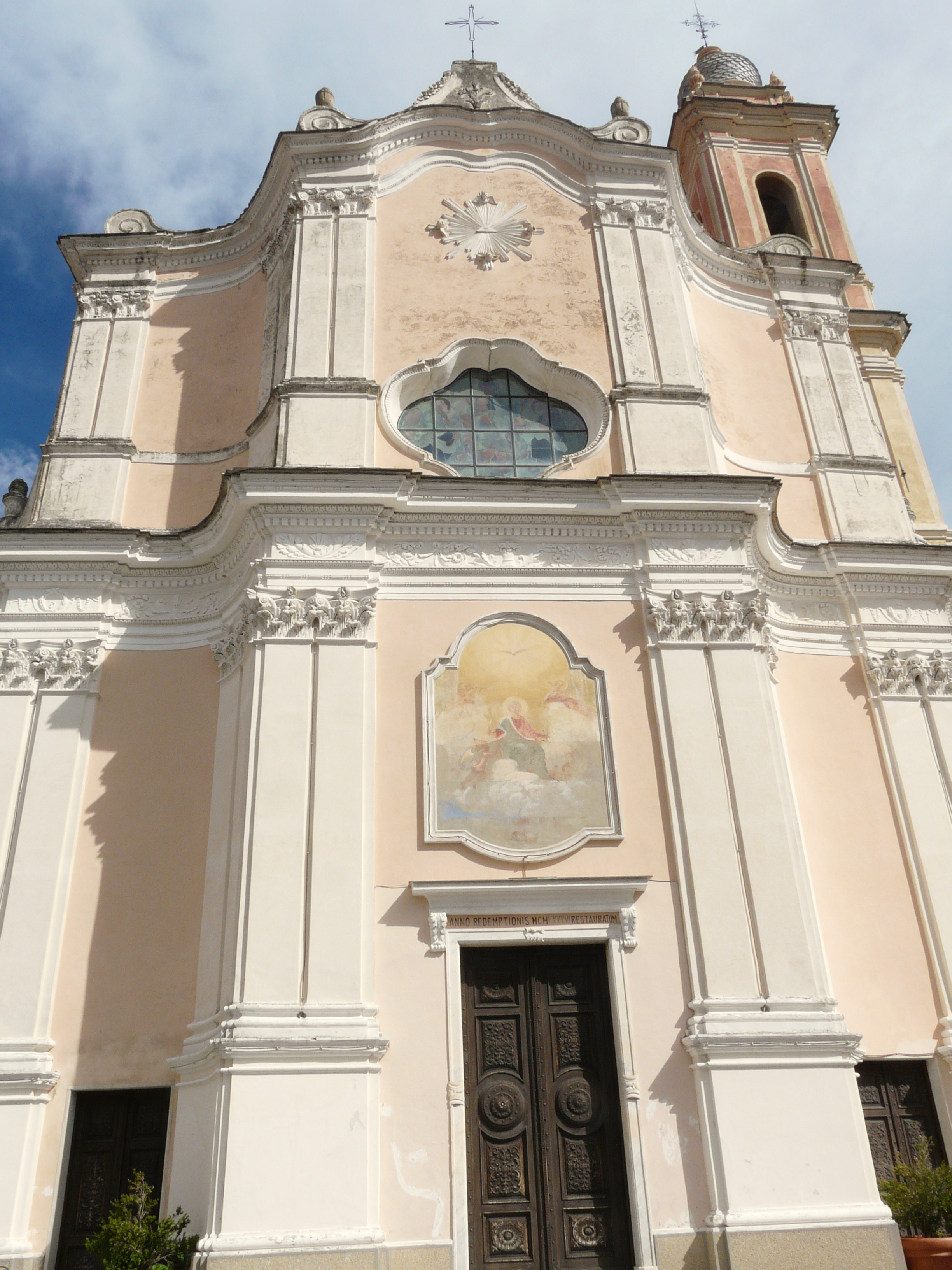
La chiesa parrocchiale di San Marco Evangelista nel borgo civezzino

### Architetture religiose
Oltre la chiesa parrocchiale di San Marco Evangelista del 1777-1783 (disegno di Tommaso Carrega), tuttora fiorente e sede del curato locale con l'annesso oratorio di San Giovanni Battista (opera di Domenico Belmonte) e campanile imponente che ne dà una visibilità a 360° stante la collocazione particolarmente favorevole, esistono diverse piccole chiesette rupestri situate a poche centinaia di metri dall'attuale centro abitato e dove, probabilmente sino al XX secolo, erano localizzati alcuni insediamenti minori o frazioni.
Si tratta in particolare delle chiese di San Sebastiano, di San Salvatore, di San Rocco e della cappelletta detta "della Colla" situata in una spianata all'incrocio tra la strada che conduce da un lato a Poggi e dall'altro a Santa Brigida ed al monte Faudo, di proprietà privata che è meta ogni anno in occasione della festa della Madonna degli Angeli (8 settembre) di una processione che raccoglie molti fedeli delle valli limitrofe.
Numerose altre edicole o cappellette sono disseminate nella campagna circostante oramai in buona parte abbandonate.

### Architetture civili e militari
Presso una piazza del centro storico civezzino - piazza Venezia - vi è la presenza di una torre d'avvistamento e di difesa denominata "degli svizzeri", edificata nel corso del XVI secolo in pietra a vista e a pianta quadrata. I resti di altre due torri sono individuabili nel borgo antico, oramai inglobate in edifici residenziali più recenti.

## Società

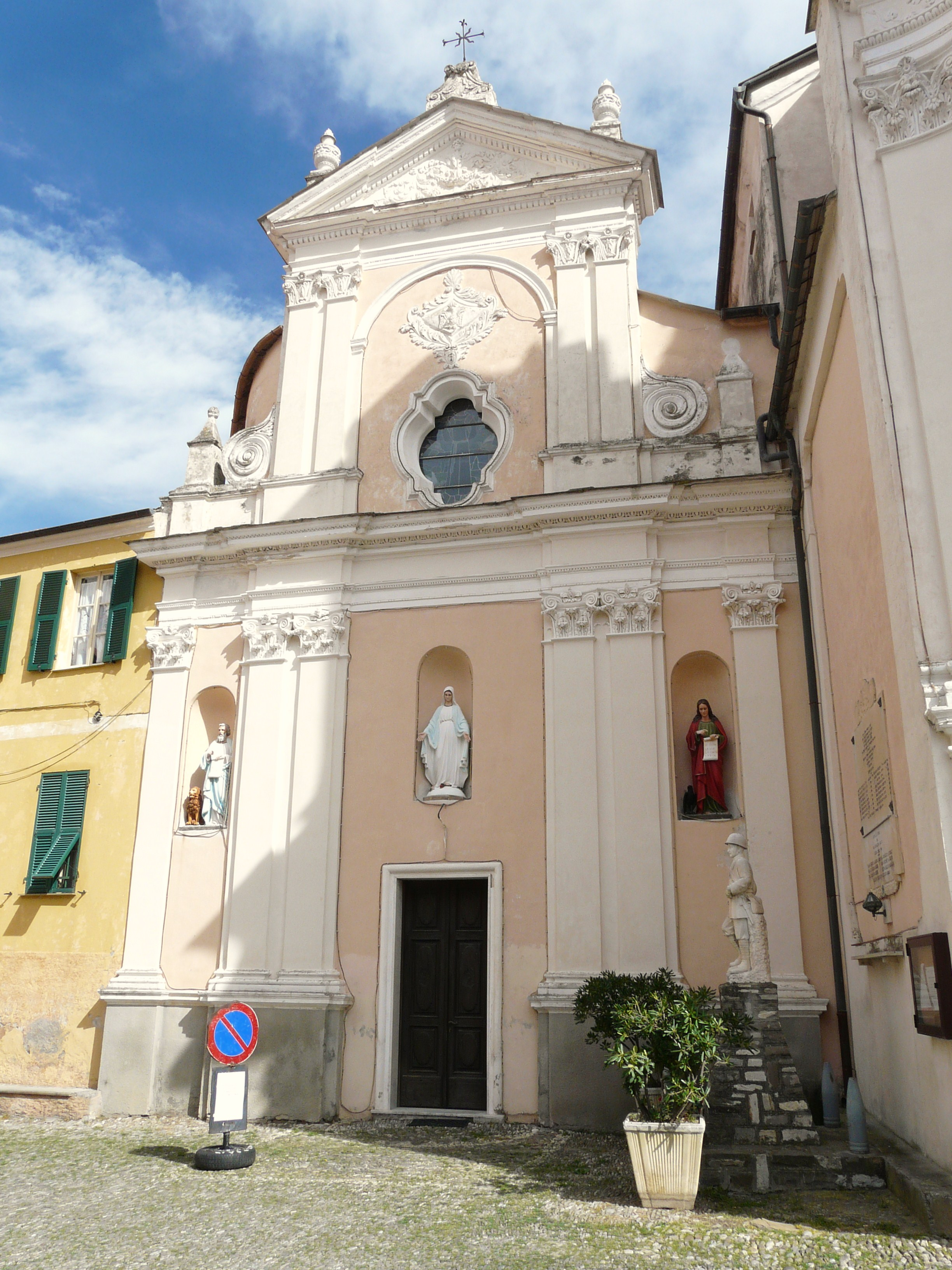
L'oratorio di San Giovanni Battista

### Evoluzione demografica
Abitanti censiti

### Etnie e minoranze straniere
Secondo i dati Istat al 31 dicembre 2019, i cittadini stranieri residenti a Civezza sono 80.

## Cultura

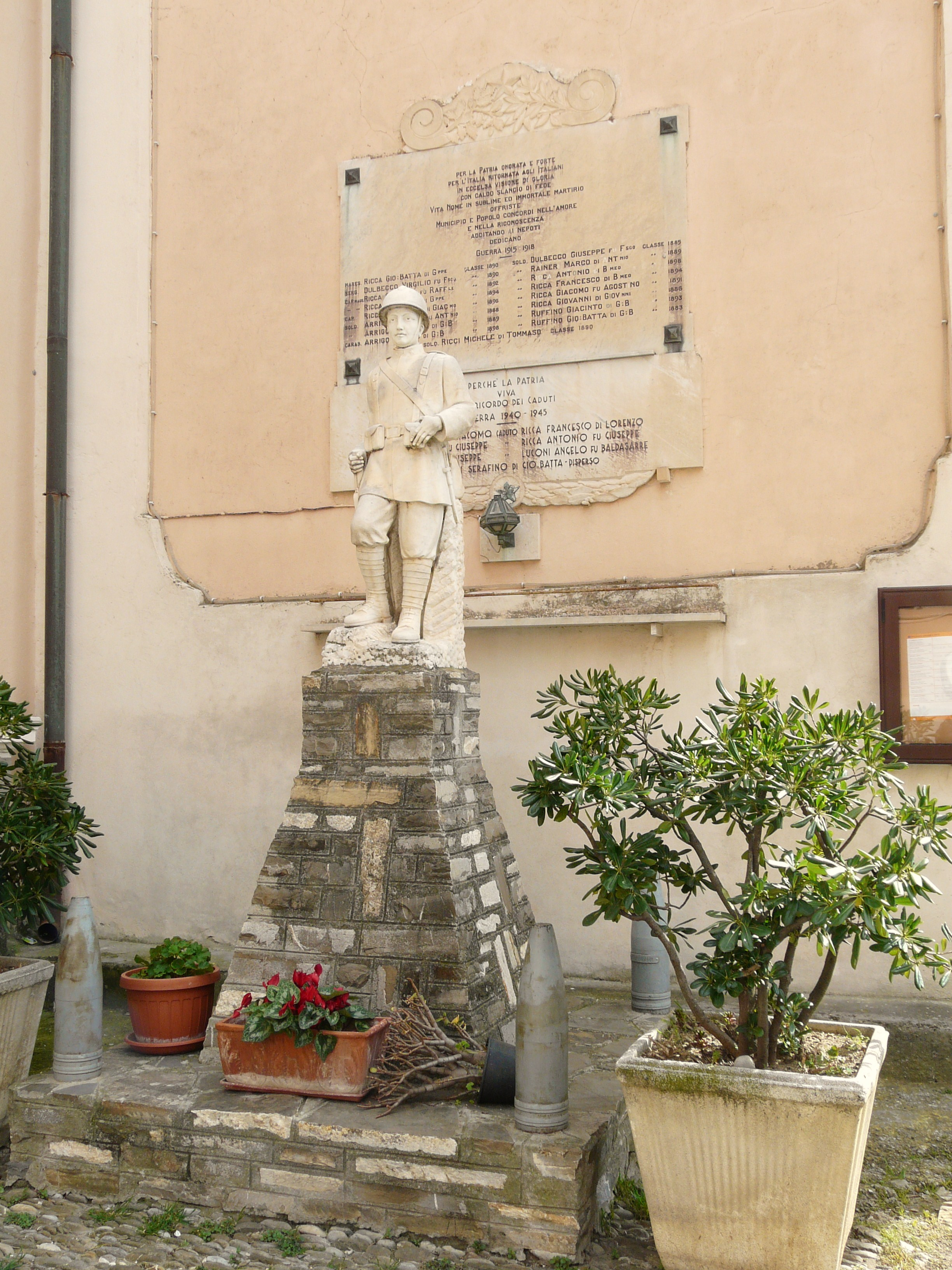
Monumento ai caduti

È stato realizzato negli scorsi anni ad opera del comune di Civezza e con la collaborazione dell'associazione culturale "San Marco" un forum polivalente, situato in via Guglielmo Marconi in ampi locali restaurati risalenti al Medioevo, che è stato dedicato alla memoria di Gianmarco Ricca, sindaco di Civezza dal 1980 al 1989 morto mentre era ancora in carica.
Nelle ampie sale ricavate laddove una volta c'era un antico mulino "a sangue" sono oggi ospitate vestigia dell'attività contadina, suppellettili agricole, fotografie di un passato oramai scomparso. L'esposizione è visibile in occasione delle feste e ricorrenze, oppure concordando con il vicino palazzo comunale un'apertura ad hoc.
L'associazione culturale "San Marco", oltre a realizzare diverse manifestazioni e spettacoli cerca ogni anno di offrire anche rappresentazioni teatrali, esposizioni pittoriche, letterarie, floreali, musica classica, musica leggera, conferenze, il cui provento viene completamente devoluto in beneficenza.

## Geografia antropica
Il territorio comunale è costituito dal solo capoluogo comunale per una superficie territoriale di 3,88 km².
Confina a nord con il comune di Dolcedo, a sud con San Lorenzo al Mare, ad ovest con Pietrabruna e Cipressa e ad est con Imperia.

## Economia
Storicamente l'economia del paese si è sempre basata sull'agricoltura, più precisamente nella produzione di olio d'oliva e di vino (la presenza di oliveti e vigneti domina il paesaggio circostante). Tali abitudini si sono perse con le generazioni nate dopo il secondo dopoguerra. Ora l'economia del paese si basa principalmente sul turismo, sulle imprese edili, sulla ristorazione e sugli agriturismi. Infine sono innumerevoli i rapporti che il paese ha con i comuni attigui per varie attività quali, ad esempio, lo smaltimento dei rifiuti.

## Infrastrutture e trasporti

### Strade
Il territorio comunale di Civezza è attraversato principalmente dalla strada provinciale 44 che permette il collegamento, verso sud, con San Lorenzo al Mare. Altre arterie provinciali del territorio civezzino sono la SP 79 verso Dolcedo e la SP 96 verso Poggi, e quindi il territorio comunale di Imperia.

## Amministrazione
| Periodo          | Periodo           | Primo cittadino       | Partito                            | Carica         | Note   |
| ---------------- | ----------------- | --------------------- | ---------------------------------- | -------------- | ------ |
| 27 giugno 1985   | 23 giugno 1989    | Gianmarco Ricca       | lista civica                       | Sindaco        | [ 15 ] |
| 23 giugno 1989   | 31 maggio 1990    | Carlo Santambrogio    | Democrazia Cristiana               | Sindaco        |        |
| 31 maggio 1990   | 13 giugno 1991    | Carlo Santambrogio    | Democrazia Cristiana               | Sindaco        |        |
| 13 giugno 1991   | 30 settembre 1991 | Luciano Guglielmi     | Democrazia Cristiana               | Sindaco        | [ 16 ] |
| 1º ottobre 1991  | 13 febbraio 1992  | Maria Pia De Rosa     |                                    | Comm. straord. | [ 17 ] |
| 13 febbraio 1992 | 18 giugno 1992    | Erminia Cesari        |                                    | Comm. straord. |        |
| 18 giugno 1992   | 28 aprile 1997    | Mario Proto           | Partito Democratico della Sinistra | Sindaco        |        |
| 10 maggio 1997   | 14 maggio 2001    | Mario Proto           | lista civica                       | Sindaco        |        |
| 14 maggio 2001   | 30 maggio 2006    | Mario Proto           | lista civica                       | Sindaco        |        |
| 30 maggio 2006   | 16 maggio 2011    | Giuseppe Ricca        | lista civica                       | Sindaco        |        |
| 30 maggio 2011   | 21 giugno 2016    | Giuseppe Ricca        | Per Civezza (lista civica)         | Sindaco        |        |
| 6 giugno 2016    | 4 ottobre 2021    | Giuseppe Ricca        | Per Civezza (lista civica)         | Sindaco        |        |
| 4 ottobre 2021   | in carica         | Maria Maddalena Ricca | Per Civezza (lista civica)         | Sindaco        |        |